# Juan Carlos Martín Corral
Juan Carlos Martín Corral (Guadalajara, España, 20 de enero de 1988), conocido en el deporte como Juan Carlos, es un jugador de fútbol español. Ocupa la demarcación de portero y milita en el Girona F. C. de España. 
El 20 de enero de 2018, el día de su trigésimo cumpleaños, protagonizó la que fue la jugada más sorprendente de su carrera marcando un gol tras golpear el balón a una distancia de unos 70 metros con respecto de la portería rival en un partido contra el Real Sporting de Gijón.

## Trayectoria

### Rayo Vallecano
Empezó su carrera en los filiales del equipo vallecano. Siendo el portero titular del Rayo Vallecano B, consiguiendo el ascenso a 2.ª división B. Permaneció en este club una temporada más alternando el filial con el primer equipo. Dejó el club ya que intenta ser fichado por otros equipos en otras categorías.

### Hércules C. F.
Llegó al Hércules de Alicante Club de Fútbol en la temporada 2011-12 permaneciendo en este club dos campañas. Jugando en su primera temporada los play-off de ascenso a primera división. En su segundo temporada empezó a perder la titularidad, lo que provocó su salida.

### Córdoba C. F.
Tras la ida de Alberto García Cabrera al Sporting de Gijón, fue contratado por el Córdoba C. F. Tras la lesión del portero titular, Mikel Saizar, se convirtió en el titular durante el resto de la temporada 2013-14 y consiguió el ascenso a la Primera División con el equipo. Su debut en la categoría se produjo en la temporada 2014-15 en el Santiago Bernabeú frente al Real Madrid, quedando por un 2-0 para los blancos. Debut que supondría además ser el primer jugador nacido en la provincia de Guadalajara que había logrado debutar en Primera División. Disputó hasta 32 encuentros en total en el que tan solo consiguió tres victorias, frente al Athletic Club, el Granada C. F. y el Rayo Vallecano, dejando en esos tres partidos, la portería a cero. En el partido de la segunda vuelta contra el Madrid, perdió 1-2 por un penalti en el minuto 90 que provocó una mano de Fede Cartabia, y el cual fue expulsado. Dos semanas después renueva su contrato por dos años más en el club. Sus dos últimos partidos de la temporada fueron contra el F. C. Barcelona, el cual le marcó ocho goles, y contra el Granada en el que también perdió, pero por 2-0. Los dos últimos encuentros de la temporada los jugaría Mikel Saizar.

### Vuelta al Rayo Vallecano
Tras volver a la Segunda División Española con el Córdoba CF, vuelve a formar parte de la plantilla del  Rayo Vallecano, en teoría compitiendo con David Cobeño para ser el segundo portero, en ambos casos por detrás de un Toño Martínez que el año anterior logró hacerse con la titularidad indiscutible de la portería vallecana siendo uno de los pilares del Rayo. Vio el primer partido de Liga desde la grada, en el que empató el Rayo a cero con el Valencia C. F., pero en la jornada 2, contra el Celta de Vigo en Balaídos, Toño fue expulsado, debutando Juan Carlos con el Rayo en Primera División en un partido en el que los locales vencieron por 3-0 pese a la gran actuación primero de Toño como después de Juan Carlos. Entre este partido del Rayo y el siguiente, aparte de estar sancionado Toño, se lesiona Cobeño de larga duración, hecho que le garantiza la titularidad en Vallecas contra el Deportivo de La Coruña. Tras este partido Toño vuelve a ser titular y Juan Carlos vuelve a tener que ver al Rayo desde el banquillo o la grada hasta que en la jornada 11 tiene que volver a sustituir bajo palos a Toño en Vallecas en los últimos compases del partido contra el Granada por la gravísima lesión de rodilla sufrida por el 25 rayista. Lesión que, por si fuera poco, hace que el conjunto franjirrojo tenga que moverse en el mercado para fichar a un cuarto portero para no dejar solo a Juan Carlos bajo la portería vallecana. El portero elegido fue Yoel Rodríguez, que con el 25 de Toño a la espalda, sería el que luchara con él hasta junio de 2016 por la titularidad de la portería del equipo en el que se crio como futbolista. Consiguió jugar 24 partidos en toda la temporada.

### Elche y Lugo
El 23 de julio de 2016 fichó gratis por el Elche Club de Fútbol donde se hizo con el puesto de titular. En esa temporada el club bajó a Segunda B. Tras el descenso fichó por el C. D. donde se hizo también con el puesto de titular.

### Girona F. C.
El 25 de junio de 2019, y tras quedar libre del C. D. Lugo, fue fichado por el Girona F. C. para las siguientes dos temporadas. Pasado este tiempo renovó por dos años más, logrando en el primero de ellos otro ascenso a Primera División.

## Clubes
| Club           | País   | Año       |
| -------------- | ------ | --------- |
| Rayo Vallecano | España | 2007-2011 |
| Hércules C. F. | España | 2011-2013 |
| Córdoba C. F.  | España | 2013-2015 |
| Rayo Vallecano | España | 2015-16   |
| Elche C. F.    | España | 2016-17   |
| C. D. Lugo     | España | 2017-2019 |
| Girona F. C.   | España | 2019-act. |